# Patinage de vitesse aux Jeux olympiques de 2018 - 5 000 mètres hommes
Navigation
Sotchi 2014 Pékin 2022
Le 5 000 mètres masculin de patinage de vitesse aux Jeux olympiques d'hiver de 2018 a lieu le 11 février 2018 à l'Ovale de Gangneung.

## Programme
Tous les horaires correspondent à l'UTC+9.
| Date                     | Horaire |
| ------------------------ | ------- |
| Dimanche 11 février 2018 | 16 h 00 |

## Records
Avant cette compétition, les records dans cette discipline étaient les suivants :
| Record du monde  | 6 min 1 s 86  | Ted-Jan Bloemen | Canada   | 10 décembre 2017 | Salt Lake City |
| Record olympique | 6 min 10 s 76 | Sven Kramer     | Pays-Bas | 8 février 2014   | Sotchi         |

## Médaillés
| Or                | Argent                | Bronze                      |
| Sven Kramer (NED) | Ted-Jan Bloemen (CAN) | Sverre Lunde Pedersen (NOR) |

## Résultats
| Rang                                | Couple | Ligne | Patineur              | Nationalité      | Temps          | Retard  |
| ----------------------------------- | ------ | ----- | --------------------- | ---------------- | -------------- | ------- |
| Médaille d'or, Jeux olympiques      | 10     | I     | Sven Kramer           | Pays-Bas         | 6 min 9 s 76   | —       |
| Médaille d'argent, Jeux olympiques  | 9      | I     | Ted-Jan Bloemen       | Canada           | 6 min 11 s 616 | + 1.85  |
| Médaille de bronze, Jeux olympiques | 9      | O     | Sverre Lunde Pedersen | Norvège          | 6 min 11 s 618 | + 1.85  |
| 4                                   | 8      | O     | Peter Michael         | Nouvelle-Zélande | 6 min 14 s 07  | + 4.31  |
| 5                                   | 5      | I     | Lee Seung-hoon        | Corée du Sud     | 6 min 14 s 15  | + 4.39  |
| 6                                   | 5      | O     | Bart Swings           | Belgique         | 6 min 14 s 57  | + 4.81  |
| 7                                   | 8      | I     | Jan Blokhuijsen       | Pays-Bas         | 6 min 14 s 75  | + 4.99  |
| 8                                   | 11     | I     | Nicola Tumolero       | Italie           | 6 min 15 s 48  | + 5.72  |
| 9                                   | 3      | O     | Seitaro Ichinohe      | Japon            | 6 min 15 s 55  | + 5.79  |
| 10                                  | 10     | O     | Patrick Beckert       | Allemagne        | 6 min 17 s 91  | + 8.15  |
| 11                                  | 7      | O     | Alexis Contin         | France           | 6 min 18 s 13  | + 8.37  |
| 12                                  | 11     | O     | Moritz Geisreiter     | Allemagne        | 6 min 18 s 34  | + 8.58  |
| 13                                  | 4      | I     | Simen Spieler Nilsen  | Norvège          | 6 min 18 s 39  | + 8.63  |
| 14                                  | 1      | O     | Nils van der Poel     | Suède            | 6 min 19 s 06  | + 9.30  |
| 15                                  | 4      | O     | Bob de Vries          | Pays-Bas         | 6 min 22 s 26  | + 12.50 |
| 16                                  | 2      | O     | Ryousuke Tsuchiya     | Japon            | 6 min 22 s 45  | + 12.69 |
| 17                                  | 3      | I     | Livio Wenger          | Suisse           | 6 min 24 s 16  | + 14.40 |
| 18                                  | 6      | O     | Håvard Bøkko          | Norvège          | 6 min 24 s 50  | + 14.74 |
| 19                                  | 7      | I     | Davide Ghiotto        | Italie           | 6 min 29 s 25  | + 19.49 |
| 20                                  | 6      | I     | Andrea Giovannini     | Italie           | 6 min 30 s 71  | + 20.95 |
| 21                                  | 2      | I     | Emery Lehman          | États-Unis       | 6 min 31 s 16  | + 21.40 |
| 22                                  | 1      | I     | Adrian Wielgat        | Pologne          | 6 min 31 s 71  | + 21.95 |

Légende: O = Couloir extérieur, I = Couloir intérieur